# 담다디
"담다디"는 1989년에 개봉한 대한민국의 영화이다.

## 캐스팅
- 이상은
- 민규
- 최재성
- 김명신
- 전세영
- 원준
- 신경호
- 박기수
- 박혜숙
- 윤일주
- 이설산
- 송석
- 안창호
- 정동수
- 양선혁
- 하길호
- 조경자